# Ковнірівщина
Ковні́рівщина — село в Україні, у Глобинській міській громаді Кременчуцького району Полтавської області. Населення немає. До 2020 орган місцевого самоврядування — Іваново-Селищенська сільська рада. Також до цієї сільради входили с. Іванове Селище та с. Демченки.

## Географія
Село Ковнірівщина розташоване на відстані 7 км від Іванового Селища. Його площа становить 60,7 га.

## Історія
У Національній книзі пам'яті жертв Голодомору 1932—1933 років в Україні вказано, що 88 жителів села загинули від голоду.
12 червня 2020 року, відповідно до розпорядження Кабінету Міністрів України № 721-р «Про визначення адміністративних центрів та затвердження територій територіальних громад Полтавської області», село увійшло до складу Глобинської міської громади.
19 липня 2020 року, в результаті адміністративно - територіальної реформи та ліквідації Глобинського району, село увійшло до складу новоутвореного Кременчуцького району.

## Населення
Населення станом на 1 січня 2011 року становить 17 осіб, 13 дворів.
- 2001 — 46
- 2011 — 17 жителів, 13 дворів

Станом на 2013 рік у селі не залишилося жодного жителя.

### Мова
Розподіл населення за рідною мовою за даними перепису 2001 року:
| Мова       | Кількість | Відсоток |
| ---------- | --------- | -------- |
| українська | 46        | 100%     |

## Інфраструктура
Село не газифіковане.